# Kenzó japán császár
Kenzó császár (顕宗天皇 Hepburn-átírással: Kenzō-tennō) Japán  23. császára volt a hagyományos öröklési rend szerint.
Pontos dátumokat nem tudunk az uralkodásának idejéről, de hagyományosan elfogadott, hogy 485-től 487-ig uralkodott.

## Élete
Oka herceg (a későbbi Kenzó császár) Ricsú császár unokája és Isinobe no Osiva fia.
Még fiatal volt, amikor Júrjaku császár egy vadászat közben lelőtte az apját, ennek következtében Oka herceg és bátyja, Óka herceg menekülésre kényszerültek. A Harima provinciai Akasi családnál találtak menedéket, itt próbáltak beilleszkedni, mint vidéki pásztorok.
Amikor Harima hercege ellátogatott az Akasi családhoz, Óka herceg felfedte magát. Ezt követően  kapcsolatba kerültek Szeinei császárral, aki ekkorra már az apját (Júrjaku császárt) követte a trónon. Szeinei mindkét testvért visszahívta az udvarba és adoptálta őket mint fiait és örököseit.
Szeinei halálakor Óka herceg és Oka herceg voltak az örökösei, akiknek az apját Júrjaku ölte meg. Oka bátyját akarta a trónra, de Óka ezt visszautasította. Hosszú ideig nem bírtak megegyezni egymással, ám végül Óka bizonyult hajthatatlanabbnak. Oka herceg elfogadta a trónt és végül Kenzó néven kinyilvánították az új császárt – ami megkönnyebbülést jelentett azoknak az embereknek, akik nehezen viselték a bizonytalanság idejét, amikor nem volt kinevezve a császár.
A maga korában Kenzó rangja nem tennó lett volna, mivel a legtöbb történész szerint a rang nem létezett Tenmu császár és Dzsitó császárnő uralkodásáig. Ehelyett valószínűleg Szumeramikoto, vagy Amenosita Sirosimeszu Ókimi (治天下大王) volt, melynek jelentése: "A nagy király, aki mindent ural a mennyek alatt " Egy másik változat szerint, Kenzóra Jamató Ókimi-ként (ヤマト大王/大君) , azaz a Jamató nagy királyaként is hivatkozhattak.

### Uralkodása
A feljegyzések szerint székhelye Csikacu Aszuka no Yacuri no Mijában (近飛鳥八釣宮, ちかつあすかのやつりのみや), Jamato Provinciában volt. Ez a hely a jelenlegi Oszaka prefektúrára vagy Nara prefektúrára  tehető.
Murray szerint az egyetlen fontosabb következménye Kenzó uralkodásának, hogy újratemmettette meggyilkolt apját egy egy olyan mauzóleumban, ami méltó egy császár fiához és egy másik császár apjához.
Kenzó 37 évesen halt meg, mindössze 2 év uralkodás után. Bátyja követte őt a trónon.
Sírjának valódi helye ismeretlen, tiszteletére egy sintó szentélyt (miszaszagi) állítottak Oszakában.
A Császári Udvari Hivatal (IHA) jelölte ki ezt a helyet Kenzó mauzóleumának. Hivatalos megnevezése Kataoka no ivacuki no oka no kita no miszaszagi.

## Fordítás
Ez a szócikk részben vagy egészben  az   Emperor Kenzō című angol Wikipédia-szócikk ezen változatának fordításán alapul.  Az eredeti cikk szerkesztőit annak laptörténete sorolja fel. Ez a jelzés csupán a megfogalmazás eredetét és a szerzői jogokat jelzi, nem szolgál a cikkben szereplő információk forrásmegjelöléseként.